# Bracon sigitaliensis
Bracon sigitaliensis är en stekelart som beskrevs av Szepligeti 1914. Bracon sigitaliensis ingår i släktet Bracon och familjen bracksteklar. Inga underarter finns listade.